# Retssociologi
Retssociologi er en samfundsvidenskabelig disciplin, der kombinerer retsvidenskab og sociologi og indgår i begge videnskaber.
Retssociologien beskæftiger sig med retten som socialt fænomen og med forholdet mellem retsreglerne og det omgivende samfund. To af retssociologiens forskningsområder beskæftiger sig med, hvordan sociale forhold i samfundet har påvirket juraens udvikling (genetisk retssociologi) og hvordan retten har påvirket samfundet (operationel retssociologi). Retssociologi undersøger bl.a. rettens effekter, herunder hvilke adfærdsændringer retten forårsager. Retssociologien har berøringsflader med økonomisk-juridisk analyse og mere specialiserede felter som kriminologi.
Émile Durkheim og Karl Marx samt Max Weber er tre af de centrale navne i retssociologien.
I Danmark forskes der i retssociologi ved både Københavns Universitet, Aarhus Universitet og Syddansk Universitet, men i Skandinavien er Lunds Universitet førende, idet universitet har en særlig retssociologisk forskningsenhed.

## Metoder
Retssociologi anvender en række metoder, herunder dokumentanalyse og interview samt observation.